# Luis Omar Tapia
Luis Omar Tapia, (Santiago, Chile, 18 de noviembre de 1962) es un periodista y locutor de fútbol chileno, reconocido por su trabajo en Fox Sports. Es conocido también por su famosa frase “Comienzan 90 minutos del deporte más hermoso del mundo."
Era el relator principal en la cadena ESPN, narrando los partidos más sobresalientes de la Liga Española, la Serie A de Italia y la Liga de Campeones de la UEFA, entre otros importantes encuentros del fútbol mundial.

## Biografía
Nació en Santiago de Chile. A los ocho años su familia huyó del golpe de Estado hacia Argentina, y se radicaron en el barrio de San Telmo (ciudad de Buenos Aires), donde nació en él una profunda pasión por el fútbol. Jugó en las divisiones inferiores del Club Atlético San Telmo, pero a pesar de sus deseos de convertirse en futbolista profesional, su sueño se vio truncado, ya que su familia debió dejar el país por los problemas políticos. Emigraron hacia Estados Unidos, país donde se instalaron definitivamente. Allí adoptó la nacionalidad estadounidense.
Al cumplir los 18, fue invitado por el New York Cosmos, el club donde militó Pelé y otras grandes estrellas de la época, pero al desaparecer la NASL, única liga profesional, debió conformarse jugando Fútbol Sala y torneos regionales con equipos como "Vasco da Gama", "Copihues Rojos" en NY, "America", "Selección Colombia" de Hartford Connecticut. Hasta que una lesión de ligamentos cruzado de la rodilla derecha, lo empujó al retiro de la actividad. Tenía sólo 24 años.
En 2008 sacó a la venta su primer libro: la biografía del jugador búlgaro Hristo Stoichkov. "www.libroelocho.com" y se encuentra trabajando en su obra personal, "Dos décadas del Deporte más Hermoso del Mundo".

## Trayectoria personal
Comenzó su carrera en el canal 13 de Hartford Connecticut de la cadena Telemundo. Luego en septiembre de 1991 ingresó a trabajar a ESPN, donde vivió sus momentos de mayor gloria, relatando la Champions League y la Liga Española, la serie A de Italia, fútbol holandés, Eliminatorias de Europa y Sudamérica y es el responsable de popularizar el apodo de "la Orejona" a la copa de la Champions League y "Noches Mágicas" en el continente americano.
Fue en esta cadena donde popularizó su clásico comentario de apertura "Comienzan 90 minutos del deporte más hermoso del mundo", inspirado en las enseñanzas que le transmitió su padre y su abuelo.[cita requerida]  Éste fue uno de los fundadores del club Colo-Colo. A finales de 2006 dejó de trabajar en ESPN y a principios de 2007 se unió a TV Azteca de México donde se convirtió en el primer extranjero en relatar los partidos de la liga mexicana, selección nacional y competencias Europeas (UEFA Champions League).
Ha sido invitado por canales internacionales, como RCTV de Venezuela para ser el relator de la Copa Mundial de Fútbol de 1998 y la Copa Mundial de Fútbol de 2006. La cadena Univisión de los Estados Unidos lo contrató para la Copa Mundial de Fútbol de 2002. 
Es fundador y Presidente de la Fundación " The 90 Minutes Foundation" en la ciudad de Miami y director ejecutivo de la Academia Pachuca FC en el Sur de la Florida. La fundación es una organización sin fines de lucro, que ayuda a familias y jóvenes de bajos recursos en Educación y Deporte.
Fue galardonado con el premio INTE cuando conducía el programa "Fuera de Juego" y con el Telly Award por Goles de España Extra.
El canal de su país natal Televisión Nacional de Chile, lo convocó para relatar los partidos de la Copa América 2015, que se celebró en Chile, como gran carta para hacer frente a su competencia Canal 13 del mismo país.

### Univision Deportes Network
Gracias a su gran trayectoria y profesionalismo la cadena Univision Deportes lo sumó en 2013 a su equipo de talento en el cual los aficionados de los EE. UU. tendrían la oportunidad de disfrutar de sus relatos y comentarios. En Univision Deportes, Unimas, Univision y Galavision su responsabilidad sería en los partidos de la Liga MX, la MLS, Copa MX, torneos de Concacaf a nivel de clubes y selección, la Copa Confederaciones, el Mundial Juvenil Sub-20 y el Mundial de Brasil 2014. Lo más importante, es que volvió a ser pareja de su buen amigo y comentarista Diego Marcelo Balado, con quien ha podido compartir años de trabajo en ESPN, Fox Latin America y luego Univision.
Desde agosto de 2018 relatará la Liga de Campeones de la UEFA en Univisión junto a Diego Balado, tras renunciar a Fox Sports.

### Fox Sports
Desde julio de 2009, Fox Sports lo contrató y volvió al relato de la Champions League y de la Europa League, su continuidad en el canal esta en el aire, ya que su presente contrato, al igual que sus compañeros finalizó el 31 de diciembre de 2014.
Desde febrero de 2010, debido a las críticas de los televidentes, periodistas, y diarios chilenos sobre el comentarista Fernando Niembro y el relator Mariano Closs, comenzó a relatar los partidos de los equipos chilenos en la Copa Libertadores 2010. El primer encuentro de un equipo chileno que relató, fue el partido entre Colo-Colo y Deportivo Italia (Hoy llamado Deportivo Petare). Luego relataría los partidos por la fase de grupos Universidad de Chile vs. Caracas FC, Universidad Católica vs. Universidad de Chile, Cruzeiro vs. Colo-Colo entre otros. En los octavos de final relató el polémico partido de vuelta en el Estadio Monumental de Chile de la Universidad de Chile vs. Alianza Lima y por los cuartos de final el partido de ida de Flamengo vs. Universidad de Chile.
En el verano de 2009 firmó un acuerdo con la cadena internacional Fox Sports para relatar los encuentros de la UEFA Champions League y la Europa League y recientemente a extendido su contrato "Sin Exclusividad" hasta diciembre de 2014.
El 26 de mayo de 2018 anuncia su renuncia junto a Diego Balado

### GolTV y beIN Sport
Paralelo a su incorporación a Fox Sports, Tapia también se sumó en 2009 a GolTV, canal que tenía los derechos de la Liga Española para los Estados Unidos, relatando los principales partidos junto a su también compañero en Fox Eduardo Biscayart. En 2012 se va de GolTV junto con Biscayart para sumarse ambos a Bein Sport, canal propiedad de Al Jazeera, quien es el nuevo dueño de los derechos de La Liga en los Estados Unidos, sin afectar su trabajo en Fox Sports.

### ESPN
Junto a Álvaro Martin y Clemson Smith Muñiz fueron los originales de ESPN International, desde septiembre de 1991. Por 15 años fue la imagen y figura del relato siendo las ligas más importante del mundo parte de su currículum; La Liga, Serie A, Fútbol de los Países Bajos, Eliminatorias Mundialistas, Eurocopas, Copas Américas, Mundiales y su máxima huella, la ha dejado en la UEFA Champions League. Con la pasada final en Londres, se ha convertido en el relator, comentarista y/o periodista latinoamericano con más años de cobertura en dicho torneo- Dos Décadas de UCL.
En enero de 2012 se confirmó que Tapia formaría parte del Diario Diez de Honduras y colaborador del Periódico Récord de México.

### TV Azteca
A finales de noviembre de 2006 deja de trabajar en ESPN concluyendo su ciclo con la cadena después de 15 años. Viajó a México para unirse a la televisora TV Azteca, ahí fue narrador de la Liga MX, la UEFA Champions League y ser la voz oficial de la Selección de Fútbol de México tanto en juegos amistosos cómo también en torneos oficiales (Copa Oro 2007 y Copa América 2007). El primer partido que narró fue el Cruz Azul vs Chivas de las liguilla del Torneo Apertura 2006. Tuvo también participaciones en los programas estelares de Azteca Deportes, Los Protagonistas y Deportv en donde formó parte del elenco de comentaristas al lado del otro comentarista y narrador estelar Christian Martinoli con quién compartió micrófono, a finales de 2007 narro el Gran Premio de México del serial Champ Car. En 2008 narro el Super Bowl XLII lo cual trajo algunas críticas, Trabajó en TV Azteca hasta diciembre del mismo año.

### TNT Sports
El 14 de agosto, se oficializa su llegada a TNT Sports (México) para narrar la UEFA Champions League y la Premier league

## Grandes eventos
- 24 Temporadas y Finales de la UEFA Champions League.
- 10 Temporadas y Finales de la Europa League (Copa UEFA).
- 7 Mundiales (1998 RCTV,2002 Univision,2006 RCTV,2010 Fox Sports Radio,2014 Univision,2018 Televisa,2022 Tigo Sports).
- 14 Torneos Mexicanos (TV Azteca  / Univisión).
- 8 Torneos de la MLS.
- 3 Copas América.
- 1 Copa América Centenario.
- 3 Eurocopas de Naciones.
- 3 Copas Confederaciones.
- 3 Copa Oro Concacaf.
- 1 Final de la Copa Conmebol
- 1 carrera de Champ Car (TV Azteca)
- 1 Súper Tazón de la NFL (TV Azteca)
- Como periodista deportivo, ha sido el único que entrevistó al Secretario General de la ONU Kofi Annan en 2002.

## Apodos y frases memorables
Tapia es reconocido por crear frases y apodos para jugadores. Él tiene su propio apodo: le dicen "Oso Panda", debido a su cabellera blanca con negro, la que coincide con los colores del equipo de sus amores, Colo-Colo.
Una de sus más famosas frases es, por supuesto, "Comienzan 90 minutos del deporte más hermoso del mundo", frase que desde niño escuchó de su padre Teófilo quien le decía que el fútbol era el deporte más hermoso del mundo.[cita requerida] Hoy, cada vez le toca narrar un partido parte con esa frase heredada de su progenitor.
Su primer apodo se lo puso a Jari Litmanen, cuando jugaba en el Ajax.[cita requerida] A éste lo apodó "El principito" debido a la admiración del jugador finlandés por Enzo Francescoli. Sus frases y apodos más reconocidos a nivel internacional e incluso adoptados en otras lengua fueron los términos "Harry Potter" y "Los Galácticos", los cuales fueron dados a la estrella de fútbol Zinedine Zidane y al equipo Real Madrid en la era Figo-Zizou. Hoy día, estos términos son usados en distintas lenguas a nivel mundial. Tapia siempre fue un fuerte admirador de Zidane e incluso tuvo el honor de hacer un programa especial dedicado a este futbolista en un programa muy reconocido, Perfiles, en el cual también tuvo como invitados a Ronaldo, Luís Figo, Raúl González, Alfredo Di Stéfano, Jorge Campos, entre otros. Para él, el clásico del fútbol español, entre el Real Madrid y el FC Barcelona, es "La Guerra de las Galaxias", en relación con los grandes jugadores que militan en las filas de ambos clubes.
Otros apodos que inmortalizó fueron:
- "El Huracán del Caribe" - Juan Arango
- "El Fantasma de Zamora" - Iker Casillas
- "Jar Jar Binks" - Ronaldinho Gaúcho
- "El Ángel de Madrid" - Raúl González
- "Tarzán" - Carles Puyol
- "El Panadero" - Juan Román Riquelme
- "Cachavacha" - Diego Forlán
- "El niño de la selva" - Víctor Valdés
- "Anaconda" - Claude Makelelé
- "El Dragón" - Santiago Cañizares
- "Mufasa" - George Weah
- "El 1 más 8 (1+8)" - Iván Zamorano
- "Spice Boy" - David Beckham
- "Titi" - Thierry Henry
- "Scarface" - Franck Ribéry
- "El Gladiador" - Roberto Carlos
- "El Príncipe de Madrid" - Fernando Redondo
- "El tulipán" - Patrick Kluivert
- "Superfly" - Cristiano Ronaldo
- "Chuck Norris" - Andrea Pirlo
- "Monsieur le cat, El Gato" - Karim Benzema
- "John Wayne" - Sinisa Mihajlovic
- "La Pulga Biónica" - Lionel Messi
- "Fideo" - Ángel Di María
- "Homerito" - Mesut Özil
- "Los Peaky Blinders" - Birmingham City FC
- "El Soldado Ryan" - Ryan Giggs
- "Jabbar" - Sami Khedira
- "El tigre blanco" - Luís Figo
- "El Rey de los Alpes" - Alessandro Del Piero
- "Harry Potter" - Zinedine Zidane
- "El Fenómeno" ,"R2D2" o "el gordito que corre mucho"- Ronaldo
- "El Japo" - Jorge Rodríguez
- "Shrek" - Thomas Gravesen
- "El Rey" - David Suazo
- "Kalimba" - Marcelo
- "Metéoro" - Gareth Bale
- "Karate Kid" - Steve McManaman
- "El Correcaminos" - Marc Overmars
- "El Dios" - Álvaro Arbeloa
- "El Apache" - Carlos Tévez
- "Duende" - James Rodríguez
- "El Búho" - Phillip Cocu
- "la momia" - Jaap Stam
- "Pitbull" - Edgar Davids
- "El Alacrán" - Samuel Eto'o
- "Pocahontas" - Joel Huiqui
- " Waka-Waka" - Gerard Piqué
- "La araña azteca" - Oswaldo Sánchez
- "El emperador del Calcio" - Gabriel Batistuta
- "Gene Hackman" - Luis Felipe Scolari
- "La Remolacha Mecánica" - Selección de Fútbol de Venezuela
- "El león de la metro" - Fabricio Coloccini
- "Speedy paisa"- Ivan Ramiro Córdoba
- ”David Guetta” - Luka Modrić